# Octarrhena
Octarrhena är ett släkte av orkidéer. Octarrhena ingår i familjen orkidéer.

## Dottertaxa tillOctarrhena, i alfabetisk ordning[1]
- Octarrhena amesiana
- Octarrhena angraecoides
- Octarrhena angustifolia
- Octarrhena angustissima
- Octarrhena aporoides
- Octarrhena aristata
- Octarrhena bilabrata
- Octarrhena brassii
- Octarrhena calceiformis
- Octarrhena celebica
- Octarrhena cladophylax
- Octarrhena cordata
- Octarrhena cucullifera
- Octarrhena cupulilabra
- Octarrhena cylindrica
- Octarrhena cymbiformis
- Octarrhena elmeri
- Octarrhena ensifolia
- Octarrhena exigua
- Octarrhena falcifolia
- Octarrhena filiformis
- Octarrhena firmula
- Octarrhena gemmifera
- Octarrhena gibbosa
- Octarrhena goliathensis
- Octarrhena gracilis
- Octarrhena hastipetala
- Octarrhena latipetala
- Octarrhena lorentzii
- Octarrhena macgregorii
- Octarrhena miniata
- Octarrhena montana
- Octarrhena oberonioides
- Octarrhena obovata
- Octarrhena parvula
- Octarrhena platyrachis
- Octarrhena podochiloides
- Octarrhena purpureiocellata
- Octarrhena pusilla
- Octarrhena reflexa
- Octarrhena saccolabioides
- Octarrhena salmonea
- Octarrhena spathulata
- Octarrhena tenuis
- Octarrhena teretifolia
- Octarrhena torricellensis
- Octarrhena trigona
- Octarrhena umbellulata
- Octarrhena uniflora
- Octarrhena vanvuurenii
- Octarrhena wariana
- Octarrhena vitellina